# مرغريفية النمسا
مارغريفية النمسا كانت مقاطعة حدودية ضمن الإمبراطورية الرومانية المقدسة، تأسست عام 976 ميلادي بعد عزل دوق بافاريا هنري الثاني من قبل الإمبراطور أوتو الثاني، الذي عيّن ليوبولد الأول من أسرة بابنبرج كمارغريف للنمسا

## الجغرافية والتسمية
كانت هذه المنطقة تُعرف باسم Ostarrîchi، وهو الاسم الذي تطور لاحقًا ليصبح "Österreich" أي النمسا

## التطورات السياسية
لعبت أسرة بابنبرج دورًا محوريًا في توسيع الأراضي وتعزيز الاستقرار، وخاصة خلال حكم ليوبولد الثالث، الذي أسس مدينة كلوسترنويبورغ كعاصمة إقليمية

## التحول لدوقية
بحلول عام 1156 ميلادي، أصدر الإمبراطور فريدريك بربروسا مرسوم Privilegium Minus، الذي رفع مكانة النمسا من مارغريفية إلى دوقية مستقلة تحت حكم هنري الثاني جاسوميرغوت، مما أنهى رسميًا فترة المارغريفية 

## التأثير الثقافي والإداري
كانت النمسا خلال هذه الفترة مركزًا للثقافة الجرمانية، مع تأثيرات من الممالك المجاورة، خاصة بافاريا وبوهيميا.
بدأت عمليات التحصين وبناء القلاع في مختلف أنحاء النمسا لحماية الحدود من الهجمات المحتملة